# Bonbonniere

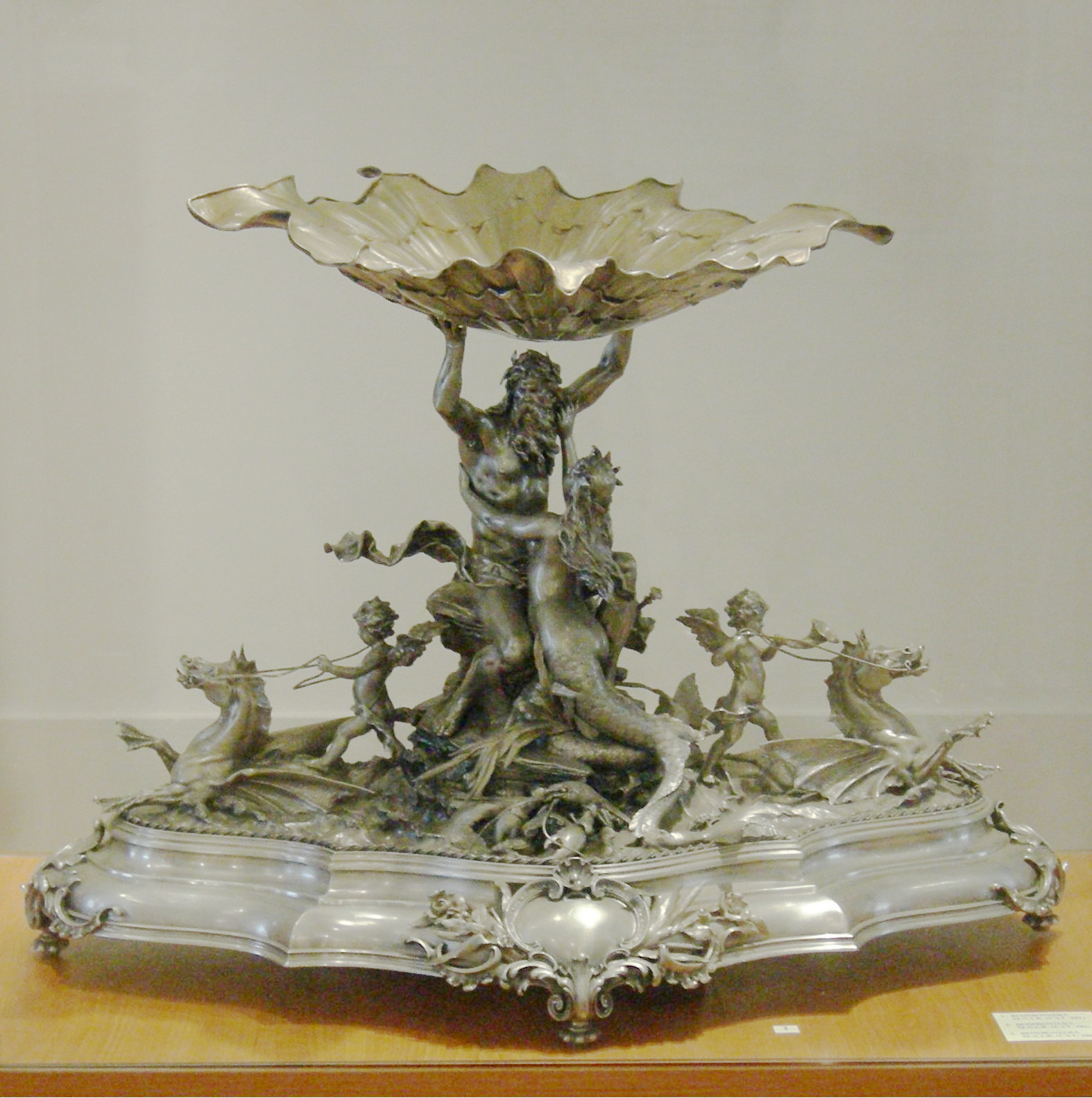
Bonbonniere von Paul Telge

Eine Bonbonniere oder Bonboniere (französisch bonbonnière) ist ein Behälter aus Kristallglas, Porzellan oder ähnlichem zur Aufbewahrung von Bonbons, Pralinen, Konfekten und Fondants und wurde früher umgangssprachlich auch Weibsdose genannt.  Auch aufwändigere Kartonverpackungen für Pralinen werden manchmal so genannt. Zudem wird darunter eine „gutausgestattete Pralinenpackung“ verstanden.

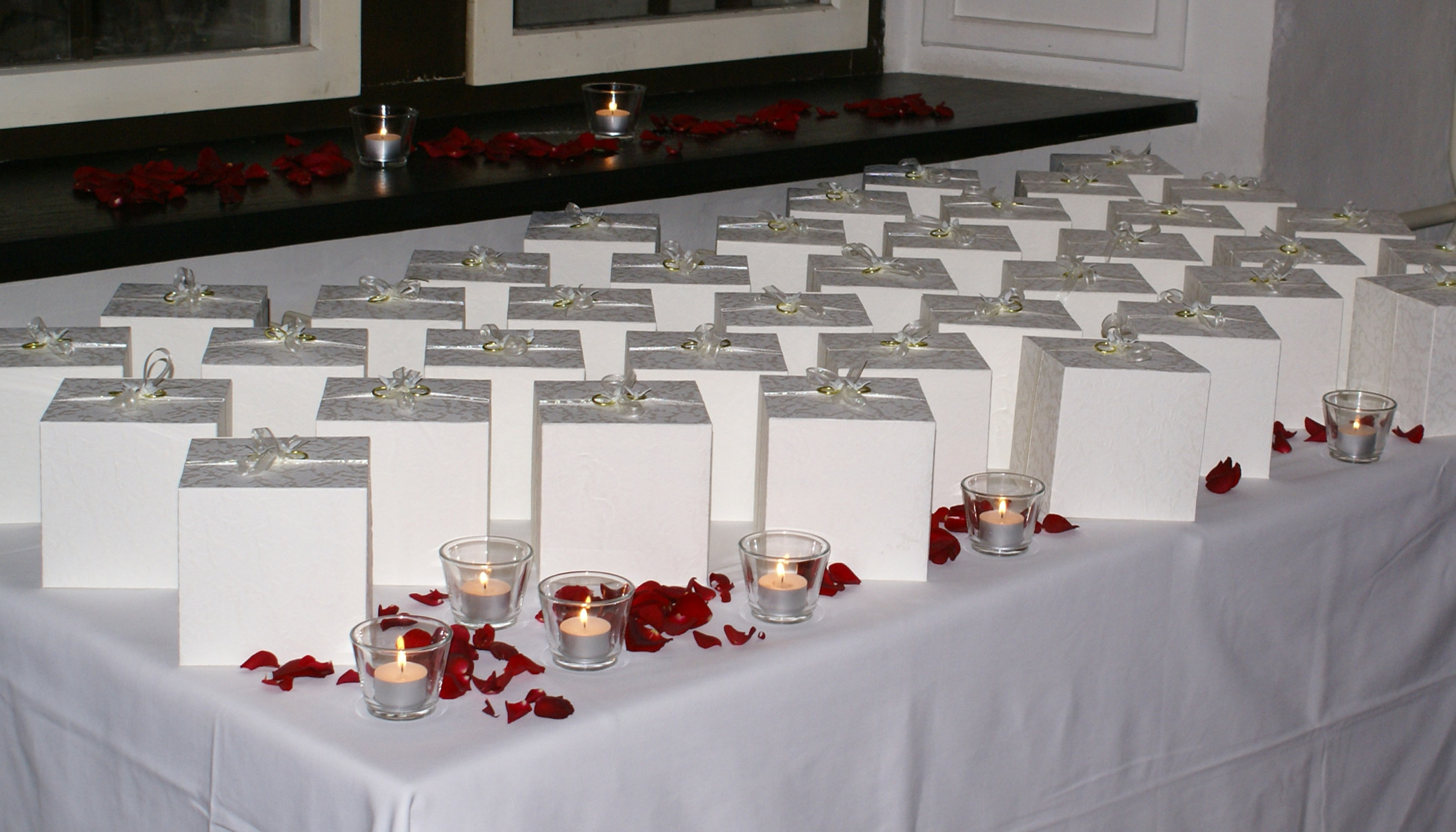
Bomboniera auf einer italienischen Hochzeit

Auf griechischen und italienischen Hochzeiten ist die Bomboniera das traditionelle Geschenk der Brautleute an die geschätzten Gäste. Es ist in kunstvoll verzierte Schachteln aus Papier verpackt und enthält meist nützliche, kleine Gegenstände aus Porzellan, Kristallglas, Silber oder Stoff. Das „Mitgebsel“ ist ein Dank an die Gäste. Es soll diese an das Hochzeitsfest und das Brautpaar erinnern. Daher sind Bilderrahmen, Schalen, Aschenbecher, Kerzenständer und Döschen als Bonbonieregeschenke besonders beliebt. Sie finden ihren Platz im Haushalt der Beschenkten. Auch in Luxemburg wurde die Verteilung von Bonbonnieren bei Kindertaufen an Verwandte und Bekannte praktiziert.